# Aeolus (Londen)
Aeolus is een Brits historisch merk van motorfietsen.
De bedrijfsnaam was: E.H. Owen, London.
De productie van deze motorfietsen begon in 1903. Aeolus was waarschijnlijk een van de weinige Britse merken die al eigen motorblokken maakte. De meeste concurrenten kozen voor Belgische en Franse inbouwmotoren, omdat de techniek in het Verenigd Koninkrijk nog niet op hetzelfde niveau was. De Aeolus-modellen hadden een 492cc-eencilinder motor en asaandrijving naar het achterwiel. De productie eindigde in 1905.